# Gouvernement Jettou I
Pour les articles homonymes, voir Gouvernement Jettou.
Monarchie constitutionnelle
el-Youssoufi II Jettou II
Le Gouvernement Jettou I est le vingt-septième gouvernement du Maroc depuis son indépendance en 1955. Il est formé le 7 novembre 2002 et remplacé le 8 juin 2004 par le gouvernement Jettou II.

## Formation
Un mois et demi après les élections législatives de 2002 remportées par l'Union socialiste des forces populaires (USFP), Driss Jettou, indépendant, est appelé par le roi Mohammed VI à former le gouvernement. 
Le 7 novembre 2002, la liste gouvernementale — comportant 38 portefeuilles — a été officiellement approuvée et nommée par le roi.

## Composition
|                            | Portefeuille | Nom                       | Parti politique |
| -------------------------- | --- | ------------------------- | --------------- |
| Présidence du Gouvernement | |                           |                 |
|                            | Premier ministre | Driss Jettou              | Indépendant     |
| Ministres                  | |                           |                 |
|                            | Ministre d'État | Abbas El Fassi            | PI              |
|                            | Ministre des Affaires étrangères et de la Coopération | Mohamed Benaïssa          | Indépendant     |
|                            | Ministre de l'Intérieur | El Mostapha Sahel         | Indépendant     |
|                            | Ministre de la justice | Mohamed Bouzoubaâ         | USFP            |
|                            | Ministre des Habous et des Affaires islamiques | Ahmed Toufiq              | Indépendant     |
|                            | Ministre de l'Aménagement du territoire, de l'Eau et de l'Environnement                                                                                     | Mohamed El Yazghi         | USFP            |
|                            | Ministre des Finances et de la Privatisation | Fathallah Oualalou        | USFP            |
|                            | Secrétaire général du Gouvernement | Abdessadek Rabiaa         | Indépendant     |
|                            | Ministre de l'Agriculture et du Développement rural | Mohand Laenser            | MP              |
|                            | Ministre de l'Emploi, des Affaires sociales et de la Solidarité                                                                                             | Mustapha Mansouri         | RNI             |
|                            | Ministre de l'Éducation nationale et la Jeunesse | Habib el-Malki            | USFP            |
|                            | Ministre de l'Enseignement supérieur et la Recherche scientifique                                                                                           | Khalid Alioua             | USFP            |
|                            | Ministre chargé de la Modernisation des Secteurs publics | Najib Zerouali            | RNI             |
|                            | Ministre de la Culture | Mohammed Achaari          | USFP            |
|                            | Ministre chargé des Droits de l'Homme | Mohamed Aujjar            | RNI             |
|                            | Ministre de l'Artisanat et de l'Économie sociale | M'hamed al-Khalifa        | PI              |
|                            | Ministre de l'Equipement et des Transports | Karim Ghellab             | PI              |
|                            | Ministre du Commerce, de l'Industrie et des Télécommunications                                                                                              | Rachid Talbi el-Alami     | RNI             |
|                            | Ministre du Tourisme | Adil Douiri               | PI              |
|                            | Ministre de la Santé | Mohamed Cheikh Biadillah  | Indépendant     |
|                            | Ministre des Pêches maritimes | Taïb Ghafes               |                 |
|                            | Ministre des Relations avec le Parlement | Mohamed Saâd Alami        | PI              |
|                            | Ministre de l'Energie et des Mines | Mohammed Boutaleb         | MP              |
|                            | Ministre de la Communication, porte-parole du gouvernement                                                                                                  | Mohamed Nabil Benabdallah | PPS             |
|                            | Ministre du Commerce extérieur | Mustapha Mechahouri       | MP              |
|                            | Ministre délégué auprès du Premier ministre chargé de l'Administration de la Défense nationale                                                              | Abderrahmane Sbaï         | Indépendant     |
|                            | Ministre délégué aux Affaires étrangères et à la Coopération                                                                                                | Taïeb Fassi-Fihri         | Indépendant     |
|                            | Ministre déléguée auprès des Affaires étrangères et de la Coopération, chargée des Marocains résidents à l'étranger                                         | Nezha Chekrouni           | USFP            |
|                            | Ministre délégué à l'Intérieur | Fouad Ali el-Himma        | Indépendant     |
|                            | Ministre délégué auprès du ministre de l'Enseignement supérieur et de la Recherche scientifique, chargé de la Recherche scientifique                        | Omar Fassi-Fihri          |                 |
|                            | Ministre délégué auprès du Premier ministre chargé des Affaires économiques et générales et de la mise à niveau de l'Économie                               | Abderazzak el-Mossadeq    |                 |
|                            | Ministre délégué auprès du Premier ministre chargé du Logement et de l'Urbanisme                                                                            | Ahmed Toufiq Hejira       | PI              |
|                            | Secrétaire d'État auprès du ministre de l'Aménagement du territoire, de l'Eau et de l'Environnement, chargé de l'Eau                                        | Abdelkebir Zahoud         | PI              |
|                            | Secrétaire d'État auprès du ministre de l'Aménagement du territoire, de l'Eau et de l'Environnement, chargé de l'Environnement                              | M'hammed el-Morabit       | MP              |
|                            | Secrétaire d'État auprès du ministre de l'Emploi, des Affaires sociales et de la Solidarité, chargée de la Famille, de la Solidarité et de l'Action sociale | Yasmina Baddou            | PI              |
|                            | Secrétaire d'État auprès du ministre de l'Emploi, des Affaires sociales et de la Solidarité, chargé de la Formation professionnelle                         | Saïd Oulbacha             | MP              |
|                            | Secrétaire d'État auprès du ministre de l'Éducation nationale et de la Jeunesse, chargée de l'Alphabétisation et de l'Éducation non formelle                | Najima Thay Thay Rhozali  | RNI             |
|                            | Secrétaire d'État auprès du ministre de l'Éducation nationale et de la Jeunesse, chargé de la Jeunesse                                                      | Mohammed el-Gahs          | USFP            |